# Mimudea nugalis
Mimudea nugalis là một loài bướm đêm trong họ Crambidae.